# Mosquitoflotte
Als Mosquitoflotte wurden viele kleine Bananenschiffe bezeichnet, die um 1900 Bananen von den Häfen der Karibik nach Nordamerika transportierten. Wird die Bananenfahrt nach Nordamerika in drei Phasen eingeteilt, dann gehört die Zeit der Mosquitoflotte zur 2. Phase.

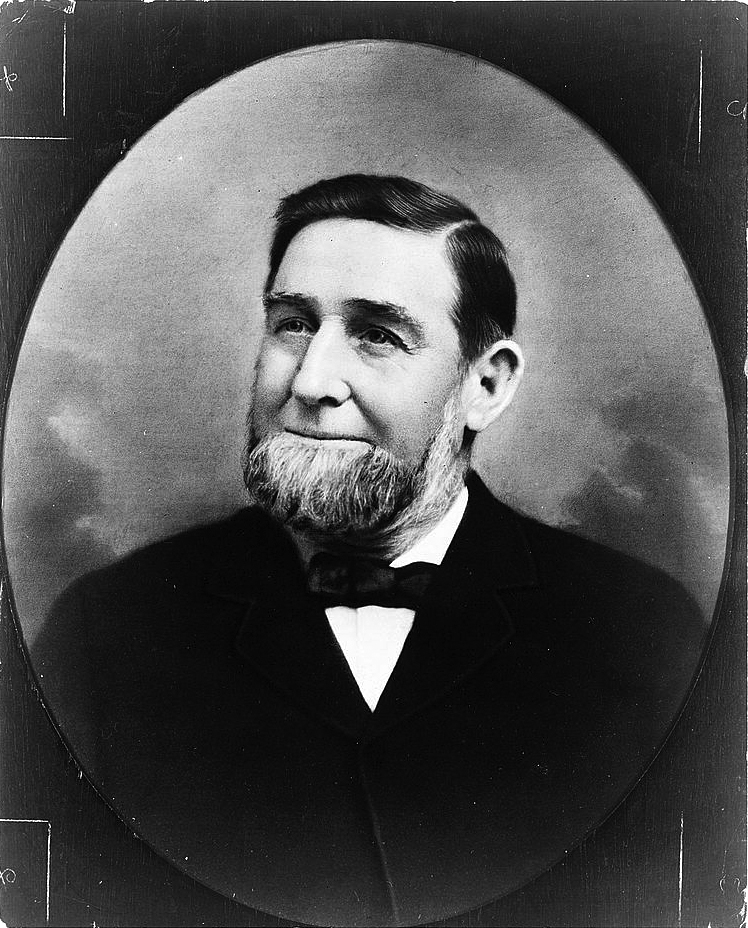
Lorenzo Dow Baker

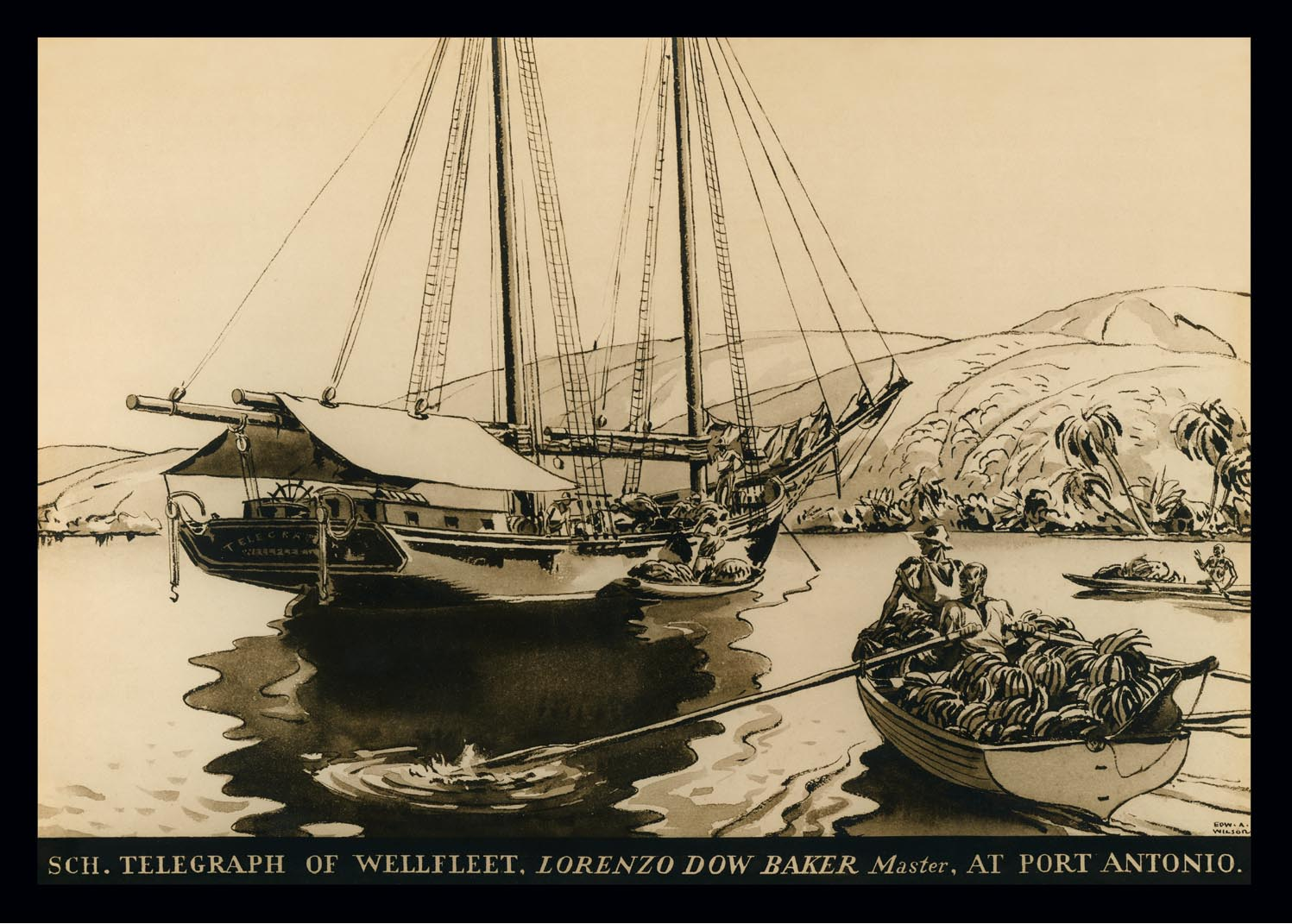
Schooner Telegraph der Pionierphase

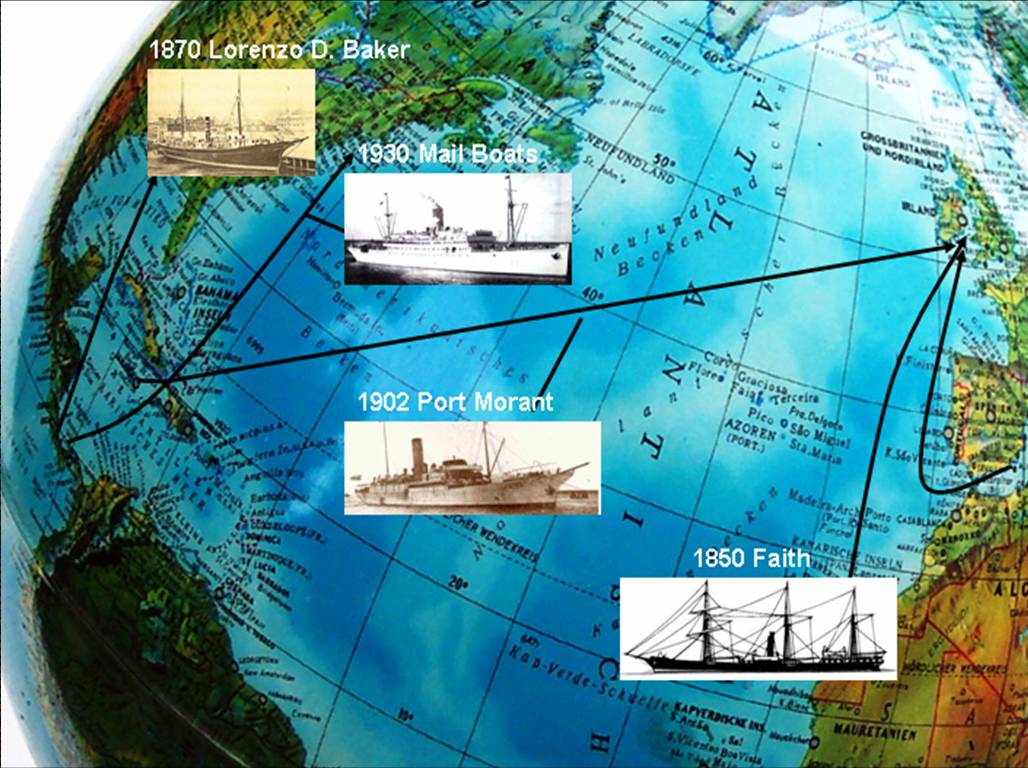
Beginn der Bananenschifffahrt

## Geschichte

### Pionierphase – die ersten 100 Jahre (1804–1870)
Die internationale Bananenschifffahrt begann vor rund 200 Jahren in Amerika, als das Segelschiff Reyward 30 Stauden rote Bananen von Kuba nach New York brachte. Obwohl dadurch noch kein regelmäßiger Bananendienst begründet wurde, beherrschten die kubanischen Bananen den sich in den nächsten Dekaden langsam entwickelnden nordamerikanischen Markt. Sie wurden um 1850 durch den Transport von grünen Bananenstauden aus Honduras, Jamaika und dem heutigen Panama abgelöst, die über Boston, New York und später New Orleans in die USA importiert wurden.
Die Bananen waren zu dieser Zeit Beiladung und wurden als Stauden an Deck kleiner langsamer Segler mit 3 bis 6 Knoten Geschwindigkeit transportiert. Je nach Dauer der Reise wurden 30 bis 60 Prozent der Früchte vorzeitig reif und ins Meer geworfen. Trotzdem wurden vorwiegend hohe Gewinne erzielt und diese lockten weitere Händler an. Der amerikanische Bürgerkrieg unterbrach diesen Handel, der danach in eine stürmische Entwicklung überging.

### 2. Phase 1870 bis 1910 – Mosquitoflotte und Post- und Passagierdampfer
Kapitän Dow Bakers Telegraph, die um 1870 eine Bananenladung transportierte, zählte zu den Pionierschiffen. Am Ende dieser fließenden Pionierphase lösten schnelle Dampfer, wie die Bound Brook (830 PS, 13,5 kn), Frutera (272 PS, 12,5 kn) mit 10–14 Knoten sowie Post- und Passagierdampfer, die langsamen Segelschiffe oder kleinen Dampfer mit Hilfssegeln ab. Es waren neben einigen amerikanischen Reedereien besonders englische und norwegische Reeder, die mit ihren vielen relativ kleinen Schiffen die Fruchtladungen transportierten. Ab 1877 transportierten auch für Dow Baker, Gründer der Boston Fruit Company, der späteren United Fruit Company, viele Schiffe Bananen von Jamaika nach New York. Inzwischen gab es über 100 Fruchtgesellschaften und um 1884 sank der Preis für 1 Staude Bananen von 1,5 $ auf 0,35 $. Immer mehr Fruchthändler schlossen sich zusammen, durch Pleiten, Übernahmen und Fusionen entstanden aus sehr vielen kleinen einige wenige große Bananengesellschaften.
Sie begannen den Handel und Transport zu organisieren. Sie schlossen Vereinbarungen mit einigen Reedereien wie der englischen Atlas-Linie, deren Post- und Passagierdampfer Bananen als Beiladung transportierten. (Diese Linien wurden 1901 von der Hapag übernommen). Die Fruchthändler charterten immer mehr geeignete mit guter Lüftung ausgestattete Schiffe, um die schnell steigende Nachfrage zu bedienen. Es waren oft britische oder norwegische Fruchtschiffe, die den Hauptteil der schnell wachsenden Bananenimporte übernahmen. Bei diesen Schiffen, die die grünen Bananen nicht mehr an Deck oder in oben offenen Laderäumen transportierten, wurden an Deck stehende von Dampfmaschinen angetriebene starke Lüfter eingesetzt. Die jetzt geschlossenen Laderäume wurden mit viel Frischluft versorgt. Diese Lüfter wurden später durch elektrisch angetriebene abgelöst.

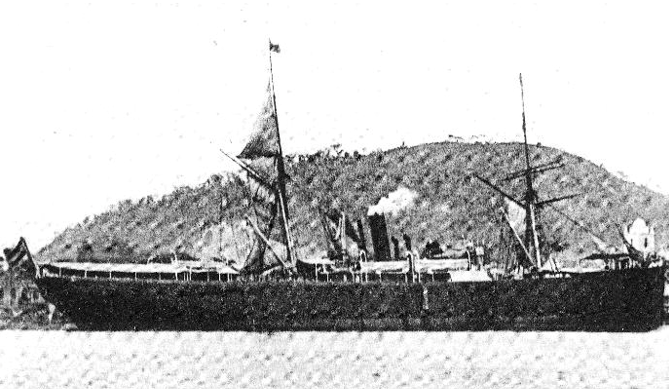
United Fruit Company Versuchsschiff Venus 1904
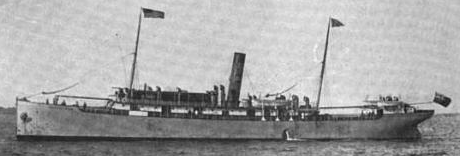
Dampfschiff Brookline
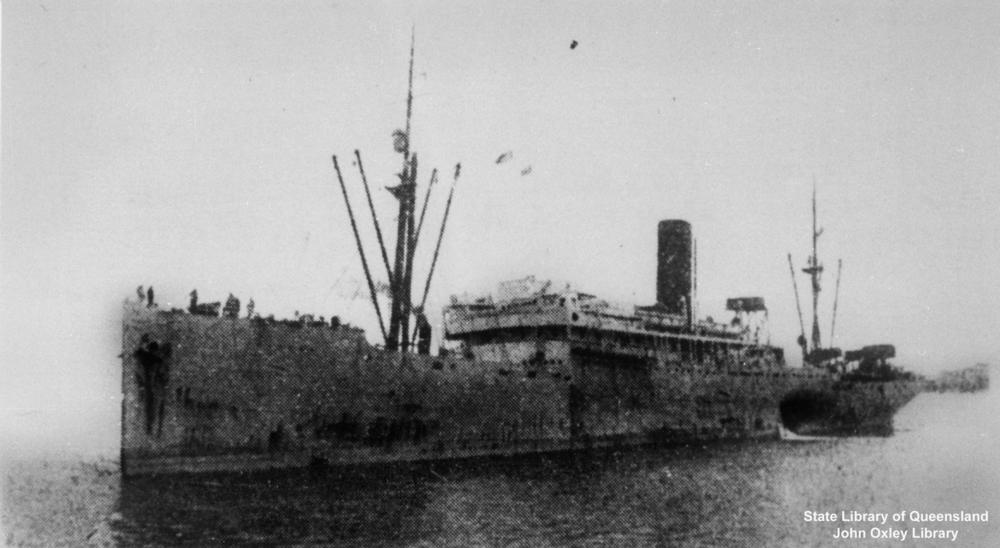
Atenas
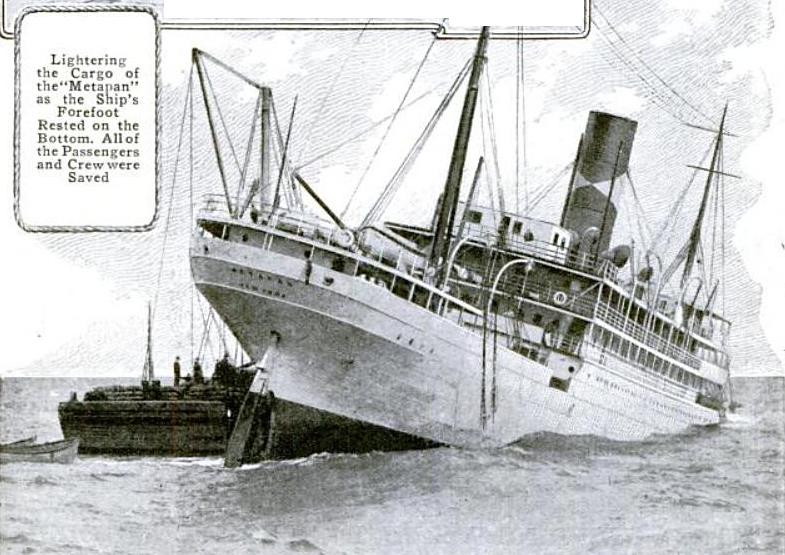
Metapan
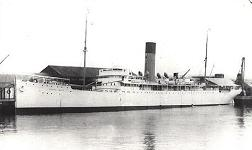
Changuinola ex. Carl Schurz, Hapag, 3. Phase
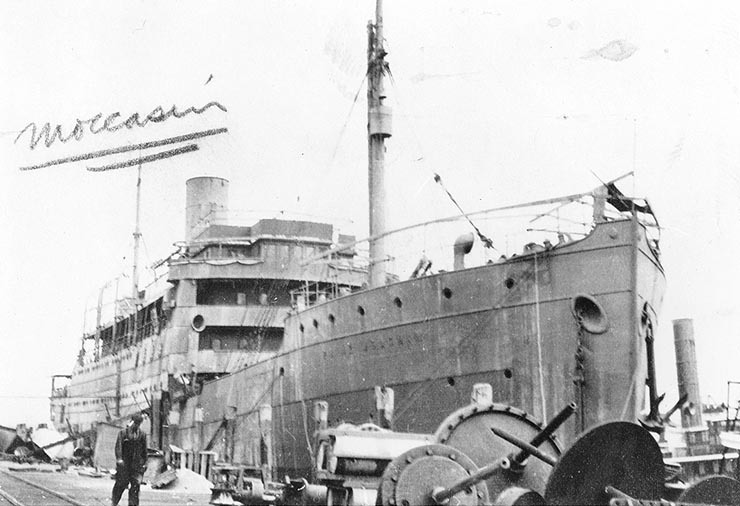
Moccasin ex. Prinz Joachim Hapag, (Prinz-Klasse)

### 3. Phase nach 1910, Kühlschiffe
Die Hapag führte nach der Übernahme der englischen Atlas Line der englischen Atlas Steamship Co. neuartige Bananen-Schiffe mit Kälteanlagen in den Karibik-USA-Dienst ein. 1903 waren die zu Bananen-Kühlschiffen umgebauten Sarnia und Sibiria die ersten Kühlschiffe und danach die Carl Schurz in der Karibik. Sie transportierten für die 1901 von der Hapag von der Atlas Steamship Co. übernommene Atlas-Linie zwischen New York und der Karibik. Die 1899 aus der Boston Fruit Company entstandene United Fruit Company (UFC) begann im März 1903 mit der Venus (ex Santos II, Bauj. 1877), einem ehemaligen Hamburg-Süd-Schiff, Versuche mit Kälteanlagen zum Bananentransport. Zu dieser Zeit gehörte die Venus dem Reeder A. Christensen, Kopenhagen: Sie wurde von der UFC für diese Versuche gechartert und entsprechend umgebaut. Die dabei erzielten Ergebnisse waren so überzeugend, dass umgehend drei Kühlschiffe in Belfast bestellt wurden. Das erste, die San Jose, wurde im August 1904 abgeliefert und konnte in ihren Kühlräumen 45.000 Stauden Bananen laden.